# Oedignatha adhartali
Oedignatha adhartali is een spinnensoort uit de familie van de bodemzakspinnen (Liocranidae).
De wetenschappelijke naam van de soort werd in 2003 als Castianeira adhartali gepubliceerd door Pawan Uttam Gajbe.